# Star!
Star! är ursprungligen en kanadensisk TV-kanal som specialiserar sig på att visa program om nordamerikanska artister och skådespelare. Kanalen finns sedan 2004 i en skandinavisk version hos de flesta svenska operatörer. I Skandinavien dök Star! upp som en ersättare till den amerikanska förlagan, kanalen E!, då svenska tv-bolaget Non Stop inte längre hade rättigheter att på franchise-basis producera en skandinavisk variant av kanalen. Företaget ingår i Millennium Media Group med huvudkontor på Döbelnsgatan 24 i Stockholm och fokus på den nordiska och baltiska marknaden. Företaget ägs sedan augusti 2010 av Turner Broadcasting System som ingår i en av världens största mediekoncerner, Time Warner. VD är Ignas Scheynius. 
E! hade för avsikt att lansera sin egen paneuropeiska kanal till bland annat Norden, vilket man också gjorde under 2005. Den kom att distribueras av Viasat på deras satellit- och kabelplattformar. I Boxer, Canal digital och Com hem dök istället den kanadensiska kopian upp. 

## Utbud
Utbudet på skandinaviska Star! består till största delen av kanadensiska nöjesnyheter och reportageprogram från Star! samt från systerkanalen Much Music. Från amerikanska kabelkanalen TV Guide Channel köper man röda mattan-reportage och dagliga nöjesnyheter. De visar också alla stora prisgalor från kanaler i USA som Miss Universum, American Music Awards och så vidare trots att dessa inte visas av Star! i hemlandet. Kanalen sänder en blandning av innehållet i Chums kanaler Star!, FashionTelevisionChannel och MuchMusic.

## Bakgrund
Kanalen lanserades den 1 september 2000 under namnet E! (och Style). Kanalen byggde då på den amerikanska kanalen E!:s format och fick sitt namn licensierat av densamma. Den 1 juli 2004 bytte NonStop leverantör från E! till kanadensiska Chum Limited och kanalen döptes efter deras kanal Star!. Förändringen skedde efter att E! annonserat att de för egen maskin hade planer att lansera en paneuropeisk version av E!. Skandinavien var en del av täckningsområdet för den europeiska versionen som skulle sändas från Nederländerna.

## Distribution
I Norden distribueras Star! av Canal Digitals satellit-tv samt de flesta kabeldistributörerna (norska Canal Digital har även kanalen i det analoga grundutbudet). Den 1 oktober 2005 lanserades kanalen på Island. NonStop, Chum och satellitoperatören Orbit Communications har också lanserat Star! i Mellanöstern och Nordafrika i januari 2005. Samtidigt byggde E! vidare på sin distribution i många europeiska länder. Boxer sänder Star! i det digitala marknätet, där kanalen slutade sändas 1 januari 2009, men återkom under 2009 i mux6. Den sänds även via Magine. Den 7 maj 2015 meddelade Turner Broadcasting att man lägger ner kanalen i Norden från 15 juli samma år.